# Oued Endja (distrito)
Oued Endja é um distrito localizado na província de Mila, Argélia, e cuja capital é a cidade de mesmo nome.[carece de fontes?]

## Comunas
O distrito está dividido em três comunas:
- Oued Endja
- Zeghaia
- Ahmed Rachedi